# Tolosa Club de Remo
El Tolosa Club de Remo es un club deportivo vasco que ha disputado regatas en todas las categorías y modalidades de banco fijo, bateles, trainerillas y traineras desde su fundación en 2005.

## Historia
En 2008 participó una tripulación femenina en la Bandera de la Concha con el nombre de Tolosaldea, finalizando en quinto lugar.  Al año siguiente se unieron a Getaria para formar el equipo Getaria-Tolosa, siendo segundas en la Concha en 2010 y 2011, y terceras en 2009 y 2012. Su mayor triunfo fue el primer puesto obtenido en la Liga ACT femenina de 2011.